# (39430) 4264 T-2
4264 T-2 (asteroide 39430) é um asteroide da cintura principal. Possui uma excentricidade de 0.12127340 e uma inclinação de 13.80176º.
Este asteroide foi descoberto no dia 29 de setembro de 1973 por Cornelis Johannes van Houten e Ingrid van Houten-Groeneveld e Tom Gehrels em Palomar.